# Route de brique jaune
 (juin 2008).

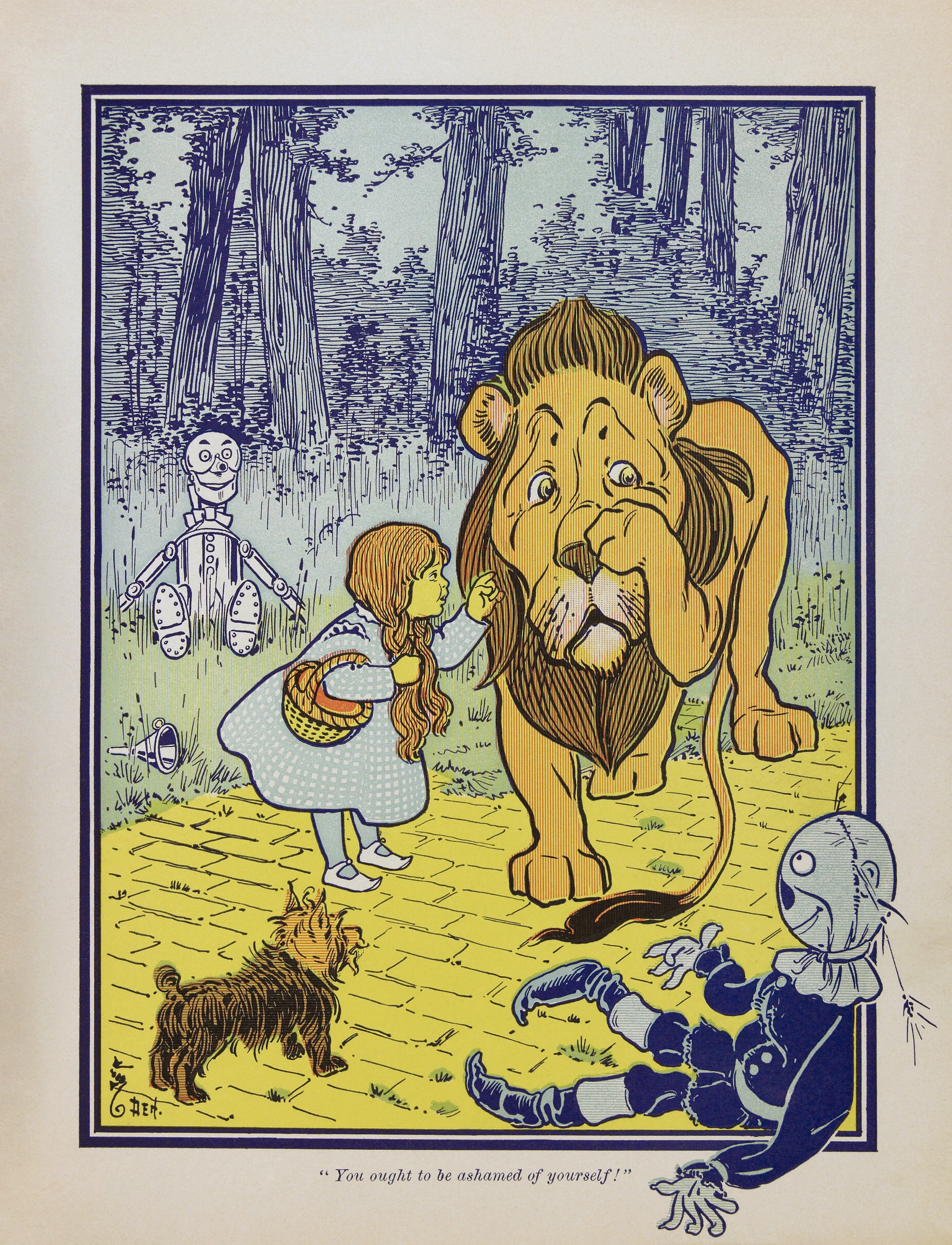
Illustration de W. W. Denslow présentant Dorothy et ses compères sur la route de brique jaune (1900).

La route de brique jaune (yellow brick road) est un élément du roman de L. Frank Baum, Le Magicien d'Oz. De telles routes apparaissent également dans The Marvelous Land of Oz et The Patchwork Girl of Oz. Le film de 1939 The Wizard of Oz inspiré du roman donna le nom sous lequel ces routes sont plus connues en anglais : the yellow-brick road. Dans les deux romans et le film, il s'agit du chemin que Dorothy Gale doit emprunter depuis le pays de Munchkin à la cité d'émeraudes afin de chercher l'aide du Magicien d'Oz.
Dans le second livre, The Marvelous Land of Oz, Tip et Jack Pumpkinhead suivent aussi une route de brique jaune pour atteindre la cité d'émeraude.
Dans le livre The Patchwork Girl of Oz, il est révélé qu'il y a deux routes de brique jaune du pays Munchkin à la cité d'émeraude : selon le Shaggy Man, Dorothy Gale a pris la plus difficile dans Le Magicien d'Oz.
Il est faux de penser que la route de brique jaune mène à « Oz ». En fait la route de brique jaune se trouve déjà au pays d'Oz. Le film ajoute à la confusion lorsque l'épouvantail et Dorothy s'exclament en disant « To Oz? » « To Oz! ». Toutefois, sachant que le Magicien d'Oz se trouve dans la cité d'émeraude et se désigne lui-même comme « Oz, le grand et puissant » dans le film, l'idée fausse est compréhensible.
Il existe de véritables routes de brique jaune, comme à Sofia (pavés jaunes de Sofia, Bulgarie), Hoboken (New Jersey) et Bellingham (Washington). La brique jaune était un matériau de construction relativement courant pour les projets extra-ordinaires au XIXe siècle, tel que le Metropolitan Opera.
Dans l'adaptation au cinéma de 1939, on voit une route de brique rouge qui commence au même endroit que la route de brique jaune au centre de Munchkinland mais qui part dans une autre direction. De plus, au champ de maïs où Dorothy rencontre l'épouvantail, il y a une intersection entre deux routes de briques jaunes. Dorothy et l'épouvantail décident de prendre l'une des trois branches et finalement trouvent la cité d'émeraude.   

## Culture populaire
Goodbye Yellow Brick Road, septième album studio d'Elton John, fait référence à la route de brique jaune par son titre, la pochette de ce double album et la chanson Goodbye Yellow Brick Road.
L'auteur Gary Park fait plusieurs fois référence à cette route dans son roman Au-delà du chemin de brique jaune.